# Iodaminosäuren
Iodaminosäuren bilden die Stoffgruppe der iodhaltigen aromatischen Aminosäuren aus dem Thyr(e)oglubulin der Schilddrüse, die im menschlichen Organismus teilweise als Hormone wirken. Die wichtigste  Iodaminosäure ist das Thyroxin. Es wurde 1915 von dem amerikanischen Biochemiker Edward C. Kendall (1886–1972) erstmals durch Extraktion von Schilddrüsengewebe isoliert.

## Strukturformeln der Iodaminosäuren

Diiodthyronin (T2)
Triiodthyronin (T3)
Thyroxin (Tetraiodthyronin, T4)
Monoiodtyrosin
Diiodtyrosin

Neben Thyroxin (Tetraiodthyronin, T4) zählen  Diiodthyronin (T2) und Triiodthyronin (T3) zu den Iodaminosäuren. Auch Monoiodtyrosin und Diiodtyrosin sind  natürlich vorkommende Iodaminosäuren.

## Verwendung
Iodaminosäuren werden therapeutisch zur Behandlung von Schilddrüsendysfunktionen eingesetzt.